# Lista de vereadores de Mendes
Esta é a lista de vereadores de Mendes, município brasileiro do estado do Rio de Janeiro.
A Câmara municipal de Mendes é formada por nove representantes.

## 18ª Legislatura (2021–2024)
Estes são os vereadores eleitos nas eleições de 15 de novembro de 2020, pelo período de 1° de janeiro de 2021 a 31 de dezembro de 2024:
| Mesa Diretora (2021-2022)           |                       |                        |                           |
| Nome                                | Início do mandato     | Fim do mandato         | Cargo                     |
| Fernando Alves Fonseca (PSC)        | 1º de janeiro de 2021 | 31 de dezembro de 2022 | Presidente da Câmara      |
| Daniel da Silva Batista (PTB)       | 1º de janeiro de 2021 | 31 de dezembro de 2022 | Vice-presidente da Câmara |
| Edilene da Silva M. dos Santos (SD) | 1º de janeiro de 2021 | 31 de dezembro de 2022 | 1ª Secretária             |
| Tiago de Souza Ferreira (Rep.)      | 1º de janeiro de 2021 | 31 de dezembro de 2022 | 2º Secretário             |

|   | Nome                                                                                     | Partido                              | Votos | %    | Observações |
| - | ---------------------------------------------------------------------------------------- | ------------------------------------ | ----- | ---- | ----------- |
| 1 | Leandro Gonçalves Martins, Leandro Pacotinho (Barra do Piraí, 19.02.1980–)               | Progressistas (PP)                   | 865   | 7,60 | 2º mandato  |
| 2 | Tiago de Souza Ferreira, Tiago do Posto (Barra do Piraí, 11.02.1984–)                    | REPUBLICANOS                         | 522   | 4,59 | 1º mandato  |
| 3 | Fernando Alves Fonseca, Fernandinho Despachante (2021-2022) (Volta Redonda, 17.04.1979–) | Partido Social Cristão (PSC)         | 498   | 4,38 | 1º mandato  |
| 4 | Leonardo Santos Leal, Léo da Susy (Vassouras, 06.10.1979–)                               | Partido Social Cristão (PSC)         | 487   | 4,28 | 1º mandato  |
| 5 | Enéas Nogueira Fernandes Passos (Campinas, 08.02.1980–)                                  | REPUBLICANOS                         | 455   | 4,00 | 2º mandato  |
| 6 | Carla Patrícia Pagliares Perrota de Siqueira Santos (Rio de Janeiro, 31.10.1967–)        | Progressistas (PP)                   | 436   | 3,83 | 2º mandato  |
| 7 | Daniel da Silva Batista, Daniel de Morsing (Rio Preto, 03.02.1960–)                      | Partido Trabalhista Brasileiro (PTB) | 414   | 3,64 | 1º mandato  |
| 8 | Daniel da Silva Batista, Adilson da Diléia (Mendes, 22.07.1966–)                         | Partido Social Cristão (PSC)         | 371   | 3,26 | 1º mandato  |
| 9 | Edilene da Silva Martins dos Santos (Mendes, 16.04.1977–)                                | Solidariedade (SD)                   | 216   | 1,90 | 1º mandato  |

## 17ª Legislatura (2017–2020)
Estes são os vereadores eleitos nas eleições de 2 de outubro de 2016, pelo período de 1° de janeiro de 2017 a 31 de dezembro de 2020:
|   | Nome                                                                               | Partido                                            | Votos | %    | Observações |
| - | ---------------------------------------------------------------------------------- | -------------------------------------------------- | ----- | ---- | ----------- |
| 1 | Jorge Henrique Costa de Oliveira (Mendes, 26.04.1973–)                             | Partido do Movimento Democrático Brasileiro (PMDB) | 431   | 3,61 | 1º mandato  |
| 2 | Luiz Antonio Gomes Leôncio, Lucas (Mendes, 08.10.1965–)                            | Partido Progressista (PP)                          | 394   | 3,30 | 1º mandato  |
| 3 | Enéas Nogueira Fernandes Passos (2019-2020) (Mendes, 08.02.1980–)                  | Partido Democrático Trabalhista (PDT)              | 345   | 2,89 | 1º mandato  |
| 4 | Carla Patrícia Pagliares Perrota de Siqueira Santos (Mendes, 31.10.1967–)          | Partido Republicano da Ordem Social (PROS)         | 330   | 2,76 | 1º mandato  |
| 5 | Francisco Matos Tancredo, Chico Tancredo (2017-2018) (Rio de Janeiro, 24.02.1993–) | Partido do Movimento Democrático Brasileiro (PMDB) | 325   | 2,72 | 1º mandato  |
| 6 | Jaime Tavares (Mendes, 28.09.1960–)                                                | Partido Socialista Brasileiro (PSB)                | 320   | 2,68 | 1º mandato  |
| 7 | Dr. Luiz Antônio Rebello Gomes de Carvalho, Tico (Barra do Piraí, 13.06.1978–)     | Partido Popular Socialista (PPS)                   | 299   | 2,50 | 1º mandato  |
| 8 | Leandro Gonsalves Martins (Barra do Piraí, 19.02.1980–)                            | Partido Progressista (PP)                          | 277   | 2,32 | 1º mandato  |
| 9 | Edelcio Gomes (Mendes, 11.07.1970–)                                                | Partido Socialista Brasileiro (PSB)                | 269   | 2,25 | 1º mandato  |

## Legenda
| Cor  | Significado          |
| Bege | Presidente da Câmara |
| Azul | Suplente             |